# 星界的纹章
《星界的紋章》是日本科幻小說作家森岡浩之的作品。小說版共有三集，繁體中文版由尖端出版代理，譯者K.K.、李晟宇（第Ⅰ集）及K.K.（第Ⅱ、Ⅲ集），简体中文版由新星出版社出版，译者果露怡；電視動畫共十三集，另外亦有電腦遊戲（平台為PlayStation，屬SLG，即戰略遊戲）。小說續作《星界的戰旗》，外傳有《星界的断章》。

## 簡介
自馬汀（亞維語為馬爾地紐，其官方語言——馬汀語是由英文演化而來）行星出身的少年杰特，因緣際會下成為亞維貴族，在前往翔士修技館就學以進入星界軍服役的路上，認識了帝國王女拉斐爾，同時亞維人類帝國遭到了四國聯合的挑戰，在這場即將成為人類歷史上最大也是最後的戰爭的開端，兩人攜手展開了一場孤立無援的小小戰鬥。
在星界的紋章之後，作者又創作了續篇星界的戰旗。

## 故事
海德星系的馬汀行星，是人類在發現“由亞諾粒子”，一種能散發出巨大的能量且體積非常小的物質後，利用其龐大潛能建造的大型宇宙殖民船進行星際殖民的星球之一。停留在繞行星軌道上的廢棄殖民船突然爆炸。不久「亞維人類帝國」的艦隊從爆炸殘留下來的發光體——門——中出現，並宣佈要將海德星系納為帝國領地。杰特的父親洛克，也就是當時馬汀政府的主席，出賣了同胞，以對宇宙防禦系統的解除密碼換得帝國貴族的權位。七年後，凌˙蘇努˙洛克˙海德伯爵˙杰特為了繼承伯爵爵位而動身前往位於帝都的主計翔士修技館接受星界軍的翔士義務教育，利用特權搭便船而搭上巡察艦哥斯羅斯號，在那裡認識了皇帝孫女，克琉布王之女拉斐爾，兩人互有好感。
但是這時哥斯羅斯號卻遭遇「人類統合體」船艦的攻擊，原來這是「四國聯合」策劃已久，準備挑起戰爭的行動的第一步。艦長蕾克希百翔長為了撤離還不具軍籍的杰特，讓拉斐爾駕駛聯絡艇載送杰特離開，並前往史法格諾夫侯國通報。聯絡艇在菲布達胥男爵領接收補給，卻因菲布達胥男爵心理因素而遭到妨礙。
聯絡艇終於抵達史法格諾夫侯國時，卻發現其早已被人類統合體的派遣軍佔領，而被迫降落到地表。毫不認識當地的杰特與拉斐爾，為了避免被人類統合體軍隊捕捉而躲藏，又被異想天開打算挾持兩人，威脅帝國以使星球獲得獨立的反帝國克拉斯維爾戰線阻礙，而必須展開一場自衛戰鬥。同時，帝國「星界軍」也已經調集艦隊，準備反攻奪回陷落的領地……

## 星界的背景

### 亞維人類帝國

#### 亞維的歷史
帝國創建前的歷史並沒有詳實的文獻記載，因為在大約帝國歷前120年，都市船亞布里艾爾發生了意外事故，導致航行日誌——也就是亞維的歷史——喪失，只有在事故之後的歷史才有明確的紀錄。而喪失的歷史，則透過代代口耳相傳流傳下來。
亞維人的歷史可以追溯到地球上的一個火山性質活潑的弧狀群島（原著中未詳細說明，但推測應為日本）的一部份後裔，他們認為當時的群島文化已經是“被外來文化污染的四不像”，而遷移到小行星帶，致力於重建古代文化。在人類掌握由亞諾粒子帶來的巨大能源而展開外星系移民的潮流時，他們手上卻只有老舊的核融合推進船可使用，於是他們使用基因工程，集合了當時最優秀的30名居民，以他們的基因創造了30個生命體，並調整成人類不可能擁有的青髮，以標示他們不是人類。其中1個生命體在訓練過程中喪生，其餘29個則搭上核融合推進船，展開尋找外星系殖民地的旅程。但這些最早的亞維人在航行過程中補捉到一個由亞諾粒子，在超過計劃期限後，他們決定向母都市——也就是他們的創造者——訣別而獨立。
害怕母都市派出懲罰部隊的亞維人，在抵達另一個距離太陽系不遠的外星系，獲得更多資源並建造出更大的太空船後，決定先發制人。回到太陽系後原已認定他們不可能回來了的母都市希望他們回歸，以獲得其宇宙船與各種資訊，亞維人回絕一切交涉並立即展開攻擊，然而事實上母都市並沒有派出懲罰部隊的能力，甚至根本不具軍事力量，戰局立即分曉，母都市50萬居民全數殲滅。
體會到其實對母都市一直有一份愛的他們，決定成為母都市文化的繼承者與守護者。之後他們自稱為“亞維”，在古亞維語，也就是母都市的語言中，亞維是“宇宙”的意思，同時也有“海洋種族”的含義。

### 亚维帝国的度量衡
最能表现亚维人与地球之间感情羁绊的事情，应该就是他们所使用的时间单位了。在亚维人所使用的历法中，一年也是三百六十五天。当然他们并不认为有必要去刻意区分曆法年与恒星年之间的差异，同时他们也没有闰年或闰秒的观念。一般而言，一年就是三百六十五日，一日就是二十四小时，一小时就是六十分，一分就是六十秒。亚维人在制定其他基本单位的时候也利用了地球的遗产。举例来说，昔日以地球赤道长度为基准所制定的“公尺”，以及地球人将地球重力下体积一立方公分的水重量定义为“公克”的概念，他们也照单全收。 然而要注意这些度量衡单位在用亚维语表示的时候会有一些接头辞上的变化。时间“秒”以外基本单位的亚维语发音列表如下： 
- 长度：达诸。一达诸等于一公分（cm）。
- 质量：博。一博等于一公克（g）。

至于其他的度量衡单位，则是由下列的辞典上述的基本单位系统组合而成的。 
| 规模  | 接头辞 | 长度      | 质量     |
| ----- | ------ | --------- | -------- |
| 1020  | 特利亚 | 一千兆 km | 一百兆   |
| 1016  | 特     | 一千亿 km | 一百亿 t |
| 1012  | 杰沙   | 一千万 km | 一百万 t |
| 108   | 谢     | 一千 km   | 一百 t   |
| 104   | 威斯   | 一百 m    | 十 kg    |
| 1     | — —    | 一 cm     | 一 g     |
| 10−4  | 谢斯   | 一 μ      | O.一 mg  |
| 10−8  | 索瓦夫 | 一 А      | O.O一 μg |
| 10−12 | 柯斯   | 十 Y      |          |
| 10−16 | 佩塔   | O.OO一 Y  |          |

注意：在规模那一栏上，10后面的数均为倍数。
注：一Y读作“一汤川”，这个单位是当时还在地球上的的群岛居民为了纪念群岛文化中的一位著名物理学家汤川秀树而命名的
举例来说，三杰沙达诸其实就是三千万公里，而八百威斯博则是指八公吨的质量。不过，由于亚维人也盛行使用光秒、光年之类的长度单位，因此杰沙达诸以上的长度就很少为他们所使用。此外，虽然亚维人也有一套以普朗克长度与普朗克质量为基础的微小单位系统，但我们将不在这里深入讨论。当亚维人发现平面宇宙之后，也同时注意到通常宇宙的物理法则完全无法适用于平面宇宙这件事，因此另一套单位系统也就应运而生，它们分别是“天浬”（凯德列尔）与“天节”（迪古尔）。在亚维人的定义里，一天浬就是“一谢博（一百公吨）的质量于完全移动状态的时空泡中，经过时空泡内时间的一秒后连同时空泡一起前进的距离”。 而一天节则定义为“以时空泡内时间为基准，一小时前进一天浬的速度”

### 帝國的社會組織
- 亞維人：法理上的亞維人包括皇族、貴族、士族三類，絕大多數也都是生物學上的亞維人，但地上人若有特殊的功績，也會被授與亞維人之身份，權位同樣世襲，子孫必須修改基因成為純粹的亞維人。
  - 皇族：擁有“亞布里艾爾”的氏姓與“尼”的姓稱號的“八王家”之族人，有進入星界軍服役之義務，同一世代中最早晉昇為帝國元帥的人就成為皇太子或皇太女，也就是下一任皇帝，同時同一王家的其他成員則自動編入預備役，並且失去角逐皇帝的資格。八個王家分別是帝都周圍八個“門”的管理者。所有的皇族成員都是生物學上的亞維人。
    - 「八王家」：
斯基爾王家　尼．拉瑪拉爾
依利修王家　尼．杜瑞爾
拉瑞斯王家　尼．拉姆琉拉爾
衛斯科王家　尼．杜耶爾
巴爾凱王家　尼．拉姆薩爾
巴爾古塞德王家　尼．杜布塞爾
修爾格塞德王家　尼．杜亞塞克
克琉布王家　尼．杜布雷斯克

  - 貴族：原則上均擁有領地的世襲統治階級，因此也常是領主的同義詞。姓稱號的使用上，皇族的旁支為“伯斯”，帝國立國時即存在的貴族之家為“亞隆”，立國後的新興貴族為“蘇努”。爵位由高至低依序為大公爵、公爵、侯爵、伯爵、子爵、男爵。
    - 大公爵：根源二十九氏族中，除皇族亞布里艾爾以外的各族族長的頭銜，其領地必含有有人居住的行星。
    - 公爵：侯爵中擁有特別功績的會昇格為公爵。
    - 侯爵：領地中擁有有人行星，人口通常在一億以上，一定程度的經營手腕是必要的。
    - 伯爵：領地中擁有有人行星，人口一億以下。
    - 子爵：領地中尚無有人行星，但有行星具備開發改造成適合居住的可能性。
    - 男爵：領地中沒有有人行星，也沒有可能開發為可居住的行星。

目前帝國擁有諸侯約1600家，族人達到2萬人，貴族總數約20萬人。
領地中擁有有人行星的貴族，統稱為“諸侯”。各領地領主的收入來自於無人行星礦物開採販售之收益、恆星週邊反物質燃料之生產權及生產物的販售，並擁有與其它領地間進行交易的獨佔權。另外亦必須依收入繳交稅金給帝國，在帝國中，納稅是貴族獨有的高貴義務。
貴族子弟繼承爵位前，必須在星界軍服役滿十年，且不包含翔士修技館的三年。通常在星界軍服役期間為有給薪，在未滿役期前領地所有相關權利皆由現役貴族所有，但若有特殊原因導致無法自領地獲得收入，亦可提撥一定之年金，或向帝國所屬的金融機構借貸，如果遇到戰爭狀態而無法行使領主權力時，帝國亦會補償一定額度的生活補助津貼及提供駐帝都貴族城館以供居住。
若捨棄貴族之身份，其領地將暫時回歸為帝國直轄，以皇帝為領主並派遣代官治理，直到分封新的領主為止。
  - 士族：除皇族與貴族之外的亞維人，分為一等到五等，共五個階級的勳爵士。姓稱號方面，帝國成立時即存在之士族為“衛夫”，帝國立國後的新興士族為“波爾治”。一般依照星界軍官階的區分如下：
    - 一等勳爵士：擁有艦長之稱號者。
    - 二等勳爵士：十翔長、副百翔長等以上，而不具艦長之稱號者。
    - 三等勳爵士：後衛翔士與前衛翔士。
    - 四等勳爵士：列翼翔士。
    - 五等勳爵士：士族出身但未成為翔士者，包含翔士修技生。

提督以上之翔士則可獲得爵位只限一代而不世襲的貴族爵位。
目前帝國士族成員共約2500萬人。由於不擁有領地，士族不需要向帝國納稅。
- 地上人
  - 國民：進入星界軍服役，或成為貴族之家臣的地上人。依據其功績，有可能成為士族甚或貴族，最高亦有國民出身之帝國宰相。目前共約10億人。
  - 領民：生活在地上世界，由領民政府管理，出入大氣圈及領地均屬於領地之自治權，課稅等事務均由領主或領民政府決定，帝國不予干涉。若經領主同意，可擁有非武裝之宇宙船。可依自由意志決定成為國民。目前約有9000億人。

### 星界軍
帝國創立初期，所謂的星界軍是一支由許多小型的高機動性戰鬥單元為主的戰鬥部隊。作戰時通常以四機為一隊，呈現菱形隊形，前方的駕駛就稱為前衛翔士，同時也是小隊的領隊，後方的稱為後衛翔士，兩翼的則稱為列翼翔士，而在分散成兩機一組時，就由前衛翔士與後衛翔士各帶領一名列翼翔士。自然前衛翔士的歷練與能力要高於後衛翔士，而後衛翔士又高於列翼翔士。
後來星界軍又將兩個四機小隊結合，另外再加上兩機做為前衛與後衛，前衛做為領隊，帶領十個戰鬥單元的戰力，因為被賦予十翔長之名，而後衛則用以進行遊擊戰。而十支這樣的艦隊結合而成的大編隊，就設置一名百翔長領導，另外則會設置副百翔長以行輔佐。當時星界軍旳規模還不大，如此的編制也就足夠了。
但是在星界軍逐漸擴充，以及船艦大型化之後，這樣的編制開始不敷需求，設立更高的職務也就有其必要。於是在百翔長之上，就以千翔長為戰隊指揮官，但實際上千翔長並不是真的率領千架戰機，而只是一個頭銜。艦隊司令官由提督或大提督擔任，分艦隊司令官由準提督擔任，而當作戰動員已經達到數個艦隊的規模時，又設置了星界軍元帥一職作為艦隊副司令長官。這時，某某翔士或某翔長等都單純是階級名稱，而不再是實際的職務名稱了。
在帝國軍隊中處於最高位的帝國元帥，則兼任帝國艦隊司令長官之職。名義上皇帝擁有最高之統帥權。

#### 兵科
星界軍中最主要的兵科是飛翔科，掌管艦艇操舵與火砲，均由（生物學上的）亞維人擔任，這是因為帝國中具備平面宇宙航行能力的宇宙船，都必須以空識知覺操縱。另外還有掌管作戰參謀的軍監科、掌管補給及醫療等後勤事務的主計科、及軍醫科、技術科、警衛科、法務科、看護科等。
帝國曾經在星界軍之外，設立地上軍以負責行星表面作戰，並設置地上軍元帥做為其最高指揮階級，但是在帝國史上最大的內亂——吉姆留亞之亂——之後，地上軍遭到解散，並改編為空挺科，隸屬星界軍的兵科之一，最高則仍保留空挺元帥之職。
- 各兵科及最高階級
飛翔科－帝國元帥
空挺科、軍醫科、技術科、主計科－元帥（飛翔科稱星界軍元帥）
警衛科、法務科、看護科－大提督
軍匠科、造兵科、造船科、造機科、光子科、航線科（各提督由技術元帥領導）－提督
軍樂科－百翔長

#### 階級
飛翔科
- 敕任翔士（相當於將官）
  1. 帝國元帥
  2. 星界軍元帥
  3. 大提督
  4. 提督
  5. 準提督
  6. 千翔長
- 奏任翔士（相當於校級及尉級軍官）
  1. 百翔長
  2. 副百翔長
  3. 十翔長
  4. 前衛翔士
  5. 後衛翔士
  6. 列翼翔士
- 翔士修技生（相當於實習軍官、少尉後補生）
- 從士（相當於士官及士兵）
  1. 最先任從士長
  2. 先任從士長
  3. 從士長
  4. 一等從士
  5. 二等從士
  6. 三等從士
  7. 四等從士
  8. 一等練兵
  9. 二等練兵

主計科
- 敕任翔士
  1. 主計元帥
  2. 主計大提督
  3. 主計提督
  4. 主計準提督
  5. 主計千翔長
- 奏任翔士
  1. 主計百翔長
  2. 主計副百翔長
  3. 主計十翔長
  4. 主計前衛翔士
  5. 主計後衛翔士
  6. 主計列翼翔士

#### 船艦及武器
星界軍的作戰船艦主要分為巡查艦、戰列艦、突擊艦、護衛艦等。艦上武裝則包括電磁投射砲、反陽子砲、凝集光砲、機動時空爆雷等。
- 巡查艦

作為星界軍的主力艦種，作品中出現有維希級（ビルシュ級）、羅斯級（ロース級），而目前最新銳的為卡伍級（カウ級）巡查艦，巡查艦在攻擊力、防禦力、機動力上擁有高度的均衡與優異。少數論點認為星界軍應該全面巡查艦化，但由於造價高昂而難以實行。巡查艦通常裝備數座電磁投射砲進行格鬥戰，少量的機雷用在平面宇宙戰中，對敵時空泡群的遠距攻擊，另外也裝設可動式凝集光砲或反陽子砲以作為近迫防禦用途。巡查艦在星界軍中主要作為威力偵巡、與對敵艦隊進行致命的突擊（蹂躪戰），通常編成偵察分艦隊，使用上相當於近代的騎兵。另外，身為戰鬥種族的亞維人有御駕親征的傳統，所以皇帝御座艦卡普特諾休號一向是以最新銳的巡察艦－即卡伍級巡查艦擔任。
- 突擊艦

極度強化機動性，但在攻擊力和防禦力上都有所犧牲的艦種，作品中出現有洛伊爾級（ロイル級）與格姆夫級（ガムフ級），突擊艦為了減輕重量而不配備機雷，主砲也是較輕較小的反陽子砲，另外亦裝備有近迫防禦用的少量凝集光砲。由於攻擊力與防禦力不足，必須以數倍於敵大型艦種的數量才能與之抗衡，戰鬥中的損傷通常也較大，後來星界軍發展出襲擊艦以取代突擊艦。人類統合體方面則是調高了巡查艦的比例。一般以數艘編成突擊隊，數支突擊隊編成突擊戰隊，再以突擊戰隊數支編成突擊分艦隊，使用上相當於近代的步兵。
- 戰列艦

在艦體內搭載大量機雷的機雷打擊專用艦種，是星界軍在平面宇宙戰中的遠程打擊主力，目前只有出現索夫級（ソーフ級）在作品中，戰列艦機動力與防禦力都較為薄弱，因此必須以打擊分艦隊之編成進行統合運用，同時還必須有護衛艦進行近距離的護衛，使用上相當於近代的砲兵。
- 護衛艦

專用於近距離的護衛任務，特別是針對敵機雷打擊的反制，並不適於與敵艦直接接戰，但配備的大量可動砲群對於擊毀機雷非常有效。
- 襲擊艦

直到星界的戰旗三才登場的新艦種，用於彌補突擊艦攻擊力與防禦力的不足，可說是介於巡查艦與突擊艦之間的級別，作品中目前出現為珂維級（コーヴ級），襲擊艦與巡查艦同樣以電磁投射砲做為主要武裝，但與突擊艦同樣以不配備機雷借以減輕重量。原本在命名中，由於其特殊的地位而引發了輕巡查艦與重突擊艦的大論戰，最後以襲擊艦的全新命名才平息下來。在戰旗三中實驗性地編成蹂躪戰隊以進行驗證，戰旗四中才開始大量編成使用，配屬於突擊戰隊。

### 四國聯合
成立於帝國曆940年，由人類統合體、哈尼亞聯邦、擴大阿爾康特共和國、人民主權星系聯合體四個星際國家，依據諾瓦希琪利亞條約締結之軍事同盟，正式名稱為“諾瓦希琪利亞條約機構諸國”，或簡稱“條約機構諸國”，亞維人類帝國方面則簡稱之為四國聯合。總人口數約1兆1千億人。
史法格諾夫門沖會戰後，哈尼亞聯邦對於人類統合體捏造理由向亞維人類帝國開戰一事提出譴責，宣佈中立。之後帝國改稱之為“三國聯合”。

#### 人類統合體
四國聯合中最為強大的加盟國，人口數約6000億人。對亞維人特別憎惡，並且禁止操作遺傳基因。對於“自由與民主主義”的推廣也特別熱心。國民分為可參與星系政治事務的星系公民，與可參與統合體政治事務的統合體公民兩種。

#### 哈尼亞聯邦
主要由比亞維人更早發展出平面宇宙航行法的蘇美人所殖民的各星系組成，也是人類社會最早的星際國家。在史法格諾夫門沖會戰後，成為唯一在帝都拉克法卡爾設有大使的國家。

## 小說
- 星界的紋章Ⅰ　帝國的公主
- 星界的紋章Ⅱ　小小的戰爭
- 星界的紋章Ⅲ　回歸至異鄉
- 星界的戰旗Ⅰ　羈絆的形式
- 星界的戰旗Ⅱ　要守護的人
- 星界的戰旗Ⅲ　家人的餐桌
- 星界的戰旗Ⅳ　傾軋的時空
- 星界的戰旗V 　宿命的曲調
- 星界的斷章Ⅰ
- 星界的斷章Ⅱ
- 星界的斷章Ⅲ

## 動畫
- 星界的紋章（全）
- 星界的紋章（總集篇）
- 星界的戰旗Ⅰ
- 星界的戰旗Ⅱ
- 星界的戰旗Ⅰ~Ⅱ（總集篇）
- 星界的戰旗Ⅲ（OVA）
- 星界的斷章

### 各話列表
| 話數 | 日文標題 | 中文標題           | 分鏡       | 演出                | 總作畫監督                        | 作畫監督                                  |
| ---- | -------- | ------------------ | ---------- | ------------------- | --------------------------------- | ----------------------------------------- |
| 1    |          | 侵略               | 長岡康史   | 元永慶太郎          | 渡部圭祐（キャラ） 筱雅律（メカ） | しんぼたくろう（キャラ） 米山浩平（メカ） |
| 2    |          | 羣星的眷屬         | 篠原俊哉   | 篠原俊哉            | -                                 | 渡部圭祐（キャラ） 筱雅律（メカ）         |
| 3    |          | 愛的女兒           | 西本由紀夫 | 西本由紀夫          | 渡部圭祐（キャラ） 筱雅律（メカ） | 高橋晃                                    |
| 4    |          | 奇襲               | 南康宏     | 山口美浩            | 渡部圭祐（キャラ） 筱雅律（メカ） | しんぼたくろう 米山浩平                   |
| 5    |          | 哥斯羅斯號的戰鬥   | 長岡康史   | 元永慶太郎          | -                                 | 筱雅律                                    |
| 6    |          | 不可解的陰謀       | 篠原俊哉   | 篠原俊哉            | 渡部圭祐（キャラ） 筱雅律（メカ） | 高橋晃                                    |
| 7    |          | 幸福的叛逆         | 西本由紀夫 | 西本由紀夫          | -                                 | しんぼたくろう 米山浩平                   |
| 8    |          | 亞布的作風         | 山口美浩   | 山口美浩            | -                                 | 高橋晃                                    |
| 9    |          | 往戰場進發         | 西澤晋     | 元永慶太郎          | -                                 | 中島里恵 向山祐治                         |
| 10   |          | 只有二人的逃亡     | 篠原俊哉   | 篠原俊哉            | -                                 | 渡部圭祐 大塚健                           |
| 11   |          | 史法格諾夫門沖會戰 | 西本由紀夫 | 西本由紀夫          | -                                 | しんぼたくろう 米山浩平                   |
| 12   |          | 惑亂的淑女         | 鍋島修     | 鍋島修              | -                                 | 筱雅律                                    |
| 13   |          | 飛翔的迷惑         | 長岡康史   | 長岡康史 西本由紀夫 | -                                 | 渡部圭祐、向山祐治 中島里恵、高橋晃       |

## 漫画
- 《星界的紋章》：小野敏洋作畫，《月刊Comic電撃大王》連載完畢，單行本全1卷。
- 《星界の紋章》：米村孝一郎作畫，2012年5月22日起在『FlexComixネクスト』网络不定期连载，同年10月转移到『COMIC-meteor』继续连载。

## 遊戲
2000年5月25日發售PlayStation遊戲《星界的纹章》。